# Schwarznatter
Die Schwarznatter (Coluber constrictor), auch Amerikanische Zornnatter genannt, gehört zu den harmlosen Schlangen in Nordamerika. Sie bewegt sich sehr schnell und wird insbesondere in den Gärten von Dörfern und Vororten öfter angetroffen. Daher rührt auch ihr englischer Name Northern oder Eastern (Black) Racer. Als Nahrung dienen ihr überwiegend Vögel und deren Gelege, aber auch andere Kleintiere, wie Insekten und Amphibien.

## Merkmale
Die Schwarznatter erreicht eine Körperlänge von 90 bis 190 Zentimetern. Die Nominatform und einige Unterarten sind schwarz bzw. sehr dunkel gefärbt, die Färbung variiert allerdings stark von schwarz über blau, grau und olivbraun. Kinn und Kehle sind heller gefärbt, von weiß bis gelbbraun, und gehen in einen schwarzen, dunkelgrauen, bläulichen, cremefarbenen, gelben oder weißen Bauch über. Um ihren Körper liegen 17 Schuppenreihen, zum Schwanz hin nur noch 15 Reihen. Die Analplatte der Tiere ist geteilt.
Jungtiere sind mit grauen, braunen oder rötlichen Flecken gescheckt, die im Alter zunehmend verblassen und mit etwa 30 Zentimetern Länge nicht mehr zu erkennen sind. Die männlichen Tiere haben einen etwas längeren Schwanz als die Weibchen mit breiter Basis, bei letzteren ist kein Übergang zwischen Körper und Schwanz erkennbar.

## Verbreitung und Lebensraum

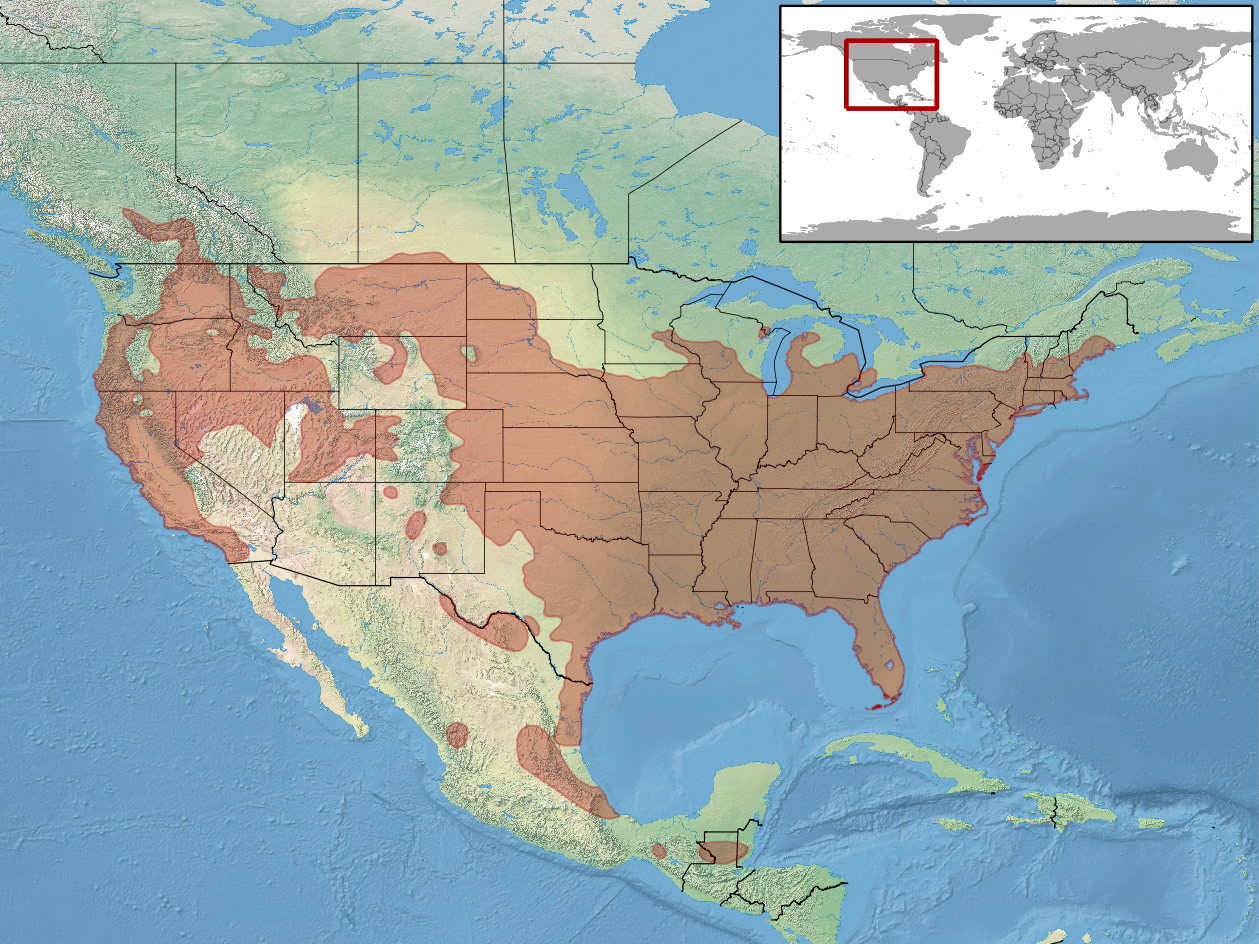
Verbreitungsgebiet nach IUCN

Die Schwarznatter ist mit mehreren Unterarten in Nord- und Mittelamerika verbreitet. Dabei umfasst das Verbreitungsgebiet fast die gesamten Vereinigten Staaten von Amerika und reicht nördlich bis nach Kanada und südlich bis Mexiko, Belize und Guatemala. 
Schwarznattern leben vor allem in trockenen, sonnenbeschienenen Gebieten mit Versteckmöglichkeiten. Sie bevorzugen dabei offenes Waldland, brachliegende Wiesen und Felder, Hecken und Dickichte. Für das Gebiet um die Großen Seen wurde festgestellt, dass die Tiere Reviere besetzen, die von etwa einem bis zu 20 Hektar variieren.
Im Jahr 1995 wurde die Schwarznatter (Northern Black Racer) durch die Ohio General Assembly zum offiziellen Staats-Reptil des US-Bundesstaates Ohio erklärt. Als Begründung hieß es dazu:

“The black racer snake was adopted because it is native to all 88 Ohio counties and is called the ‘farmer's friend’ because it eats disease-carrying rodents.”

„Die Schwarznatter wurde gewählt, da sie in allen 88 Counties von Ohio vorkommt und weil sie als ‚des Bauern Freund‘ gilt, weil sie krankheitsübertragende Nagetiere frisst.“

## Lebensweise
Schwarznattern halten sich in den kalten Monaten in Verstecken auf, in denen sie vor Frost geschützt sind.

## Unterarten
Die Schwarznatter kommt in ihrem Verbreitungsgebiet in mehreren Unterarten vor: 
- Coluber constrictor anthicus (Cope, 1862)
- Coluber constrictor constrictor (Linnaeus, 1758)
- Coluber constrictor etheridgei (Wilson, 1970)
- Coluber constrictor flaviventris (Say, 1823)
- Coluber constrictor foxii (Baird & Girard, 1853)
- Coluber constrictor helvigularis (Auffenberg, 1955)
- Coluber constrictor latrunculus (Wilson, 1970)
- Coluber constrictor mormon  (Baird & Girard, 1853)
- Coluber constrictor oaxaca (Jan, 1863)
- Coluber constrictor paludicola (Auffenberg & Babbitt, 1955)
- Coluber constrictor priapus (Dunn & Wood, 1939)